# Nago (Burkina Faso)
Pour les articles homonymes, voir Nago.
Nago est une commune rurale située dans le département de Nébiélianayou de la province de Sissili dans la région du Centre-Ouest au Burkina Faso.